# E55 (trasa europejska)
E55 – trasa europejska bezpośrednia północ-południe, prowadząca z Helsingborga w Szwecji do Kalamaty w Grecji poprzez Danię, Niemcy, Czechy, Austrię i Włochy. Długość: 3305 km.
Planowano przedłużenie trasy na północ poprzez połączenie E55 i E4.

## Przebieg trasy
- Szwecja
  - Helsingborg
- Dania
  - Helsingør
  - Kopenhaga
  - Vordingborg
  - Nykøbing Falster
- Niemcy (docelowo drogami: A19 – A24 – A10 – A13 – A4 – A17)
  - Rostock
  - Berlin
  - Drezno
- Czechy (docelowo drogami: D8 – D0 – D3)
  - Cieplice (E422)
  - Praga (E48, E50, E59, E65, E67)
  - Tabor
  - Czeskie Budziejowice (E49, E551)
- Austria (docelowo drogami: S10 – A7 – A1 – A10 – A2)
  - Linz (E60, E552)
  - Salzburg (E52, E60, E641)
  - Villach, (E61, E66)
- Włochy
  - Treviso
  - Udine
  - Palmanova (E70)
  - Mestre (E70)
  - Rawenna
  - Cesena (E45)
  - Rimini
  - Fano
  - Ankona
  - Pescara (E80)
  - Canosa di Puglia (E842)
  - Bari (E843)
  - Brindisi (E90)
- Grecja
  - Igumenitsa (E92)
  - Rion
  - Kastellokampos
  - Kalo Nero
  - Allagi
  - Kalamata

## Stary system numeracji
Do 1985 obowiązywał poprzedni system numeracji, według którego oznaczenie E55 dotyczyło trasy: (Pisa) — Migliarino — Pistoia. Arteria E55 była wtedy zaliczana do kategorii „B”, w której znajdowały się trasy europejskie będące odgałęzieniami oraz łącznikami.

### Drogi w ciągu dawnej E55
Lista dróg opracowana na podstawie materiału źródłowego
| Włochy | autostrada A11: (Pisa) A12 – Lucca – Pistoia |

## Galeria

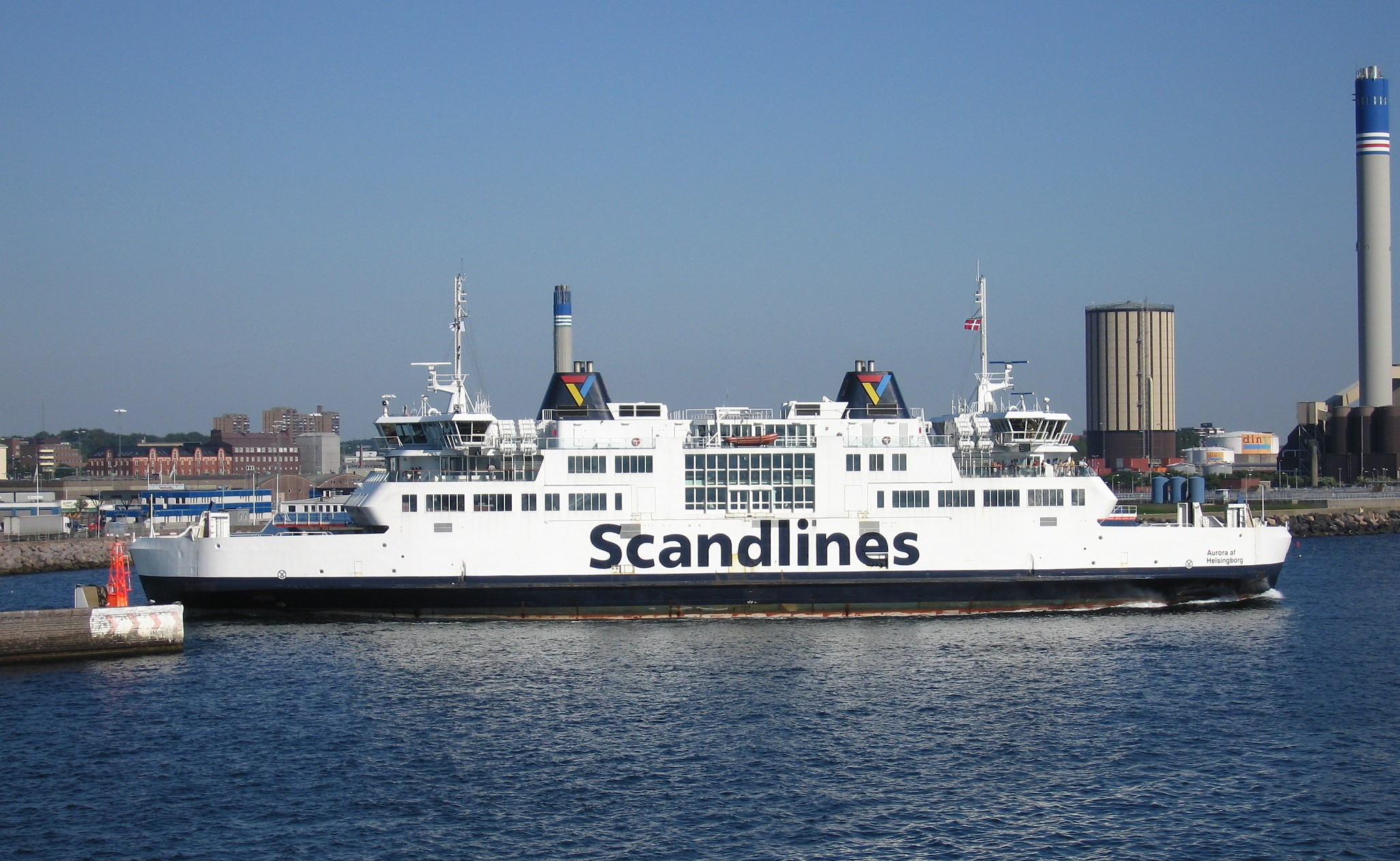
Prom w Helsingborg w Szwecji
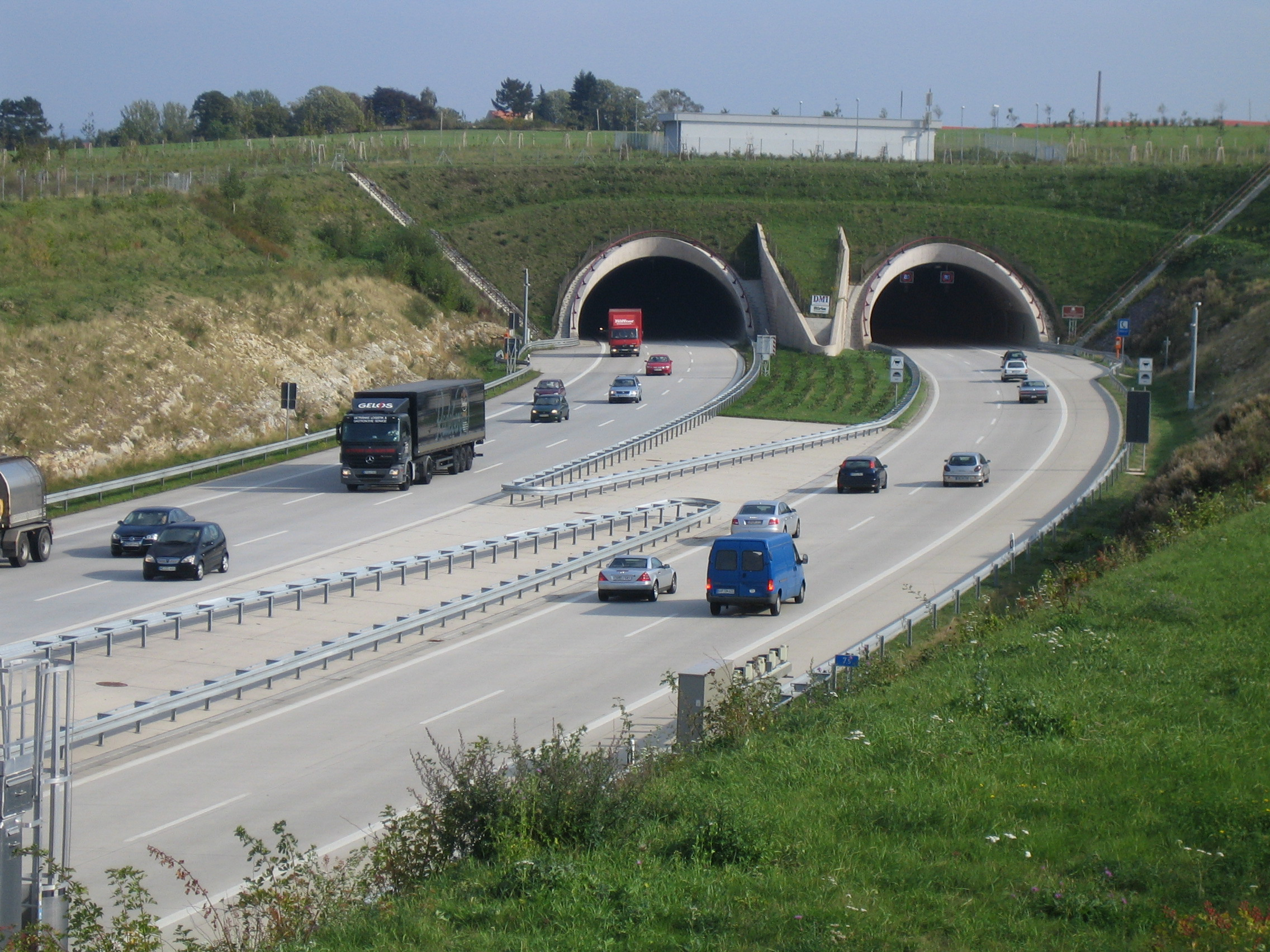
A17 koło Drezna w Niemczech
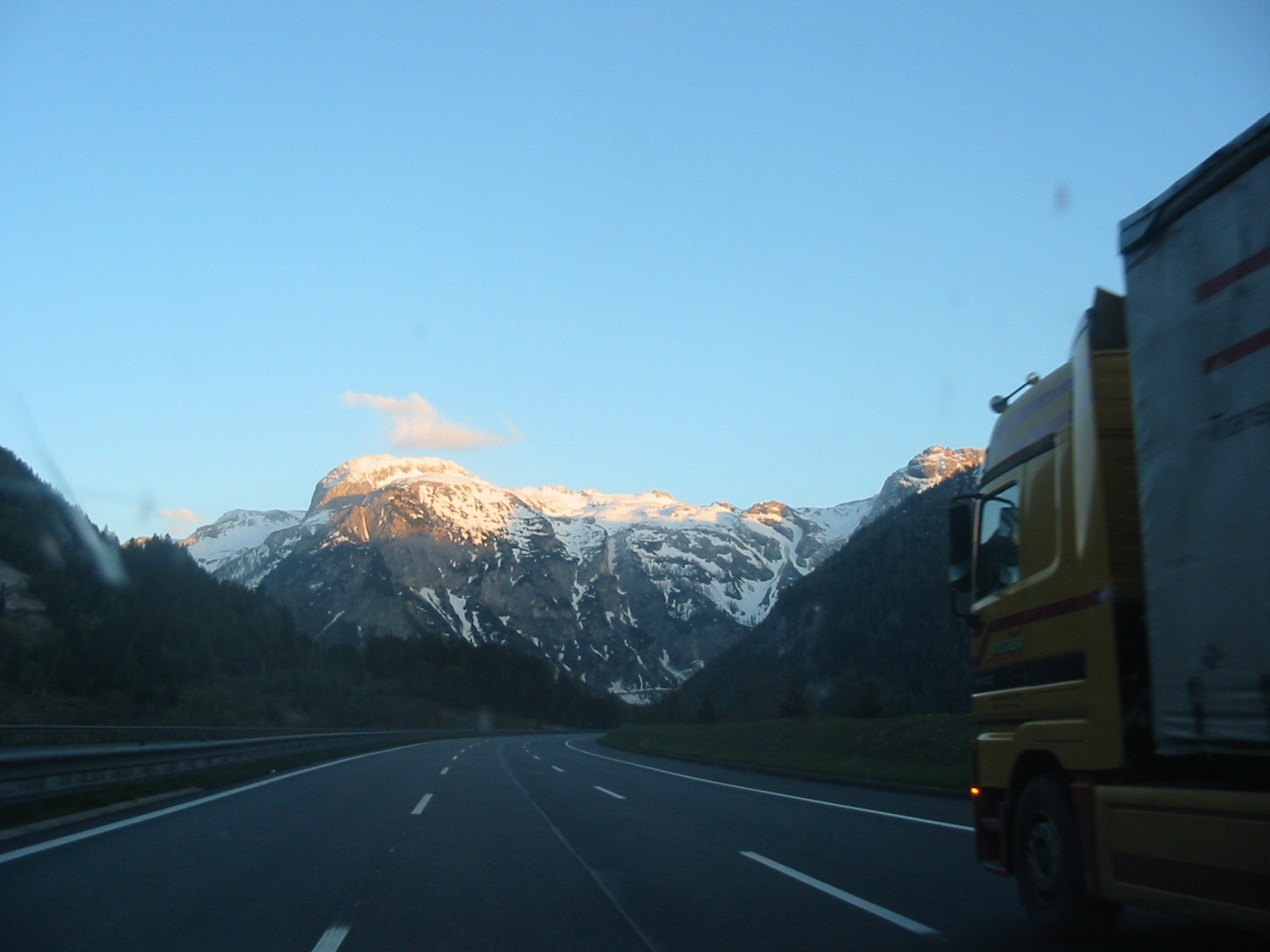
A10 w Austrii